# Haverhill (Massachusetts)
Haverhill è una città degli Stati Uniti d'America facente parte della contea di Essex nello stato del Massachusetts. All'ultimo censimento nel 2010 la popolazione risultava essere di 60 876 abitanti.
La città sorge sulle rive del fiume Merrimack.